# Slakovci
Slakovci is een plaats in de gemeente Stari Jankovci in de Kroatische provincie Vukovar-Srijem. De plaats telt 1203 inwoners (2001).